# Jeffry Fischman
Jeffry Fischman Feldman (Lima, 1 de junio de 1976) es un músico, compositor y productor peruano. Fue miembro de Libido entre 1996 y 2004 con la que alcanzó  a nivel nacional e internacional y ganadora de dos premios MTV en 2002 y 2003 cuando las cosas estaban bien. Tras su partida de Libido a fines de 2004 empezó su carrera como productor y compositor en Estados Unidos y México. Considerado uno de los mejores bateristas, compositores y productores de rock y pop/rock peruano.

## Carrera con Libido
En 1996 formó Libido junto con Salim Vera, Antonio Jáuregui y Manolo Hidalgo. Grabó 3 discos de estudio y un disco acústico en vivo con la banda. Compuso muchos de los temas de la banda como En esta habitación, Invencible y Hembra, entre otros. Participaron en prestigiosos festivales como Buenos Aires Hot Festival, Rock al Parque (2004), el Festival de la Cerveza Cuzqueña, Festival de la Cerveza Arequipeña, Festival South by Southwest entre otros.
Con Libido obtuvo distintos reconocimientos, entre ellos dos premios MTV como Mejor Artista Suroeste en los MTV Video Music Awards Latinoamérica 2002 y Mejor Artista Central en los MTV Video Music Awards Latinoamérica 2003.
En el año 2024 se reúne con los otros 3 miembros originales de la banda para hacer una gira de 6 conciertos en el Perú llamada LIBIDO "La Reunión". Todos los conciertos fueron "Sold Out" con más de 20 mil personas cada uno. El concierto más grande se realizó en el estadio nacional, donde llenaron el local con 45,000 personas. Esto sólo han logrado pocos artistas en el país.

## Proyectos después de Libido
En el año 2004 se trasladó a Estados Unidos para continuar su carrera como productor y compositor para otros artistas. Se especializó en Producción Musical y arreglos contemporáneos en la prestigiosa escuela Berklee College of Music, graduándose summa cum laude. Durante este tiempo, su actividad se mantuvo de manera independiente.
En 2005 trabajó en el álbum debut de la artista peruana Roxx, bajo la disquera Circus Music, disco que fue mezclado en Los Ángeles por Duane Baron.
En el 2006 es nombrado uno de los compositores más importantes del país por la Asociación Peruana de Autores y Compositores (APDAYC).
A principios del 2007 luego de establecerse en Nueva York, donde conoce y sucesivamente trabaja bajo la experiencia y guía del exitoso productor y multiplatino hit maker Billy Mann (Pink, Joss Stone, Backstreet Boys, etc.), con el cual ha tenido la posibilidad de desarrollarse junto a profesionales de primer nivel en la industria musical mundial.
En 2008 coescribe, produce y mezcla en la ciudad de Nueva York y en México DF el disco debut de la banda de pop rock mexicano Azara.
En 2009 coescribe y produce el disco del cantante mexicano Daniel Dayz titulado Aunque falte el aire.
En julio de 2010, tras 5 años fuera de Perú, regresa para formar parte del jurado en el concurso de las "Bandas de Garage 2010" , concurso organizado por la radio Studio 92 en Lima.
En el 2011 y 2012 continua con su carrera como productor y compositor. Realiza trabajos para Pablo Sauti de México mezclado por Benny Faccone (Mana) y la banda de rock Strike en Perú mezclado por Joe Marlett en San Diego.
En septiembre de 2013 desarrolla con gran éxito, a través de su ONG Eres Único, una campaña multiartística a través de la música donde participa como productor, compositor, músico e ingeniero acompañado de diversos artistas peruanos como Pedro Suárez-Vértiz, Eva Ayllón, Wicho García, Pelo Madueño, Andrés Dulude, Juan Diego Flórez , Coro de Niños Angelitos del Perú entre otros.
En el año 2014 lanza por segundo año las actividades de la ONG Eres Único con el respaldo del Ministerio de Educación y Ministerio de Cultura del Perú. Nuevamente se suman a la causa los artistas más importantes del país con entrevistas en medios y un concierto final de gran envergadura. En este año realiza la producción de María Lima con la participación de músicos americanos que grabaron con Alanis Morrisette, Janes Adiction, Ingrid Michaelson, etc.
En el año 2015 desarrolla trabajos entre USA y Perú. Produce a Campo de Almas, una de las bandas de rock más emblemáticas del país, donde participan los ingenieros Duane Baron (Ozzy Osbourne, Tracy Chapman) y Joe Blaney (The Clash, Andrés Calamaro, Charly García). El disco fue grabado en Miami y mezclado entre Los Ángeles y Nueva York.

## Discografía
- Libido (1998) como miembro (batería) y compositor.
- Hembra (2000) como miembro (batería) y compositor.
- Pop*Porn (2003) como miembro (batería) y compositor.
- Libido Acústica (2004) como miembro (batería) y compositor.
- Roxx - Roxx (2005) como productor y compositor.
- Azara - Y siempre otra vez (2008) como productor y compositor.
- Daniel Dayz - Aunque Falte el Aire (2009) como productor y compositor.
- Rarezas (2010) (Disco 1) como miembro (batería) y compositor.
- Pablo Sauti (2011) como productor y compositor.
- Strike (2012) como productor.
- Eres Único (2013) trabajo multiartístico como productor, compositor, músico e ingeniero.
- Eres Único (2014) trabajo multiartístico como productor, compositor, músico e ingeniero.
- María Lima (2014) como productor y compositor.
- Campo de Almas (2015) como productor.